# András Hegedűs

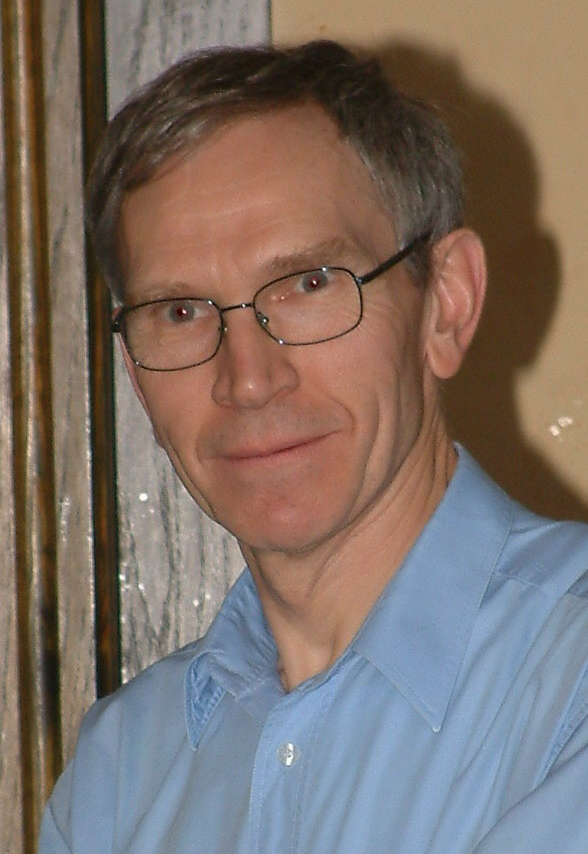
András Hegedűs år 2005.

András Hegedűs, född den 12 juli 1950 i Budapest, död 20 februari 2022 var en ungersk orienterare som tog brons i stafett vid VM 1972.